# Regno di Lavo
Il Regno di Lavo (o di Lavapura) fu una città-Stato della valle del fiume Chao Phraya e corrisponde all'odierna Lopburi, che si trova nella Thailandia Centrale. Fece inizialmente parte della federazione dei mon di Dvaravati e raggiunse il massimo splendore quando fu vassallo dell'Impero Khmer tra la metà dell'XI secolo e la metà del XIV secolo. Dopo essere stata inglobata al Regno di Ayutthaya, Lavo divenne parte del Siam, l'odierna Thailandia.

## Storia
La storiografia moderna riferita ai primi secoli del Regno di Lavo si basa sugli scarsi ritrovamenti archeologici della zona, in particolar modo alcune iscrizioni, rovine di templi, alcuni manufatti ecc. e su alcune approssimative notizie provenienti da antichi viaggiatori e da annali cinesi. Tali fonti sono state oggetto di interpretazioni a volte diverse tra loro e buona parte delle notizie sono più il frutto di supposizioni che certezze acquisite. Le inscrizioni sono di solito nell'antico alfabeto mon o nell'alfabeto Pallava dell'India meridionale, ne sono state trovate in una vasta area che comprende la Thailandia Centrale e quella del Nordest.
Si pensa che tale zona comprendesse Lavo, fosse chiamata Dvaravati e che la lingua parlata fosse quella del popolo mon. Non si sa di preciso se Dvaravati fosse una federazione di città-Stato o un regno centralizzato con principati semi-autonomi. In origine la zona era parte dell'antico Regno del Funan (I secolo-630), che iniziò a smembrarsi nel 550 e di conseguenza le città di Dvaravati si resero indipendenti. Fu grazie ai mon di Dvaravati che fu diffuso nella regione il Buddhismo Theravada.

### Fondazione
Una fonte riporta che il nome della città era Lavo o Lavapura, fu fondata lungo le rive del fiume Lopburi alla fine del VI secolo e l'originale nucleo urbano era a pianta circolare con intorno un fossato. Gli scavi archeologici di Lopburi hanno portato alla luce manufatti nel tipico stile Dvaravati, mirabili esempi di arte buddhista. Si è ipotizzato che la capitale del potente Regno To-lo-po-ti descritta dal monaco cinese Yìjìng fosse Lavo, la quale fu indipendente dalle altre città Dvaravati ed ebbe una forte influenza sui principati orientali situati in quello che è oggi chiamato altopiano di Korat. Era inoltre il principale punto di accesso occidentale ai territori che furono del Funan prima, e di Chenla e dei khmer dopo.
Vi erano in quel periodo diversi indiani che emigravano nel sudest asiatico e fondavano città a cui davano il nome della loro città di provenienza. È quindi possibile che Lavo (Lavapura) sia stata fondata da emigrati di Lahore, il cui antico nome era Lavapura, ma non vi sono riscontri che confermino l'ipotesi. Negli annali cinesi, Lavo era conosciuta come Lo-Ho. Le cronache di Yonok riportano che sia stata fondata dal re di Tak (città che si trova oggi ad ovest di Lopburi, ai confini tra Thailandia e Birmania) Takasila nel 536. Una fonte minore sostiene che sia stata fondata nel 648 dal re Kalavarnadish di Taxila, città che è oggi in Pakistan.

### Parte della federazione Dvaravati
Probabilmente Lavo divenne tra il VI ed il VII secolo un importante centro di studi buddhisti. I reperti archeologici di arte Dvaravati a Lopburi sono stati datati ad un periodo che va dal VII al IX secolo e sono relativamente pochi se confrontati con le imponenti strutture architettoniche rimaste dal successivo periodo di dominazione khmer, che va dall'XI secolo al XIV. Di rilievo le monete d'argento trovate nel 1966 nella zona di U Thong recanti la scritta Lava su un lato e Pura sull'altro, in un alfabeto del VII-VIII secolo derivato dal Pallava. Sono la più antica prova dell'esistenza del Regno di Lavapura, che in seguito sarebbe stata resa in lingua thai con il termine Lopburi. Altre monete provenienti da altre zone del sudest asiatico trovate in seguito nella zona di Lopburi, hanno messo in evidenza l'imponente volume di scambi commerciali inter-regionali con centro a Lavo.
Secondo la leggenda della regina Jama (Camadevivamsa), grazie ai mon di Lavo fu fondato nel VII secolo il Regno di Hariphunchai, l'odierna Lamphun, situata molto più a nord. L'espansione di Lavo e della cultura mon avvenne in un periodo in cui il nord era difficile da raggiungere, attraversando fiumi impetuosi e valli montane ricoperte da fitta giungla. I due monaci buddhisti che avevano fondato la città intesero farne la capitale di un regno e trovarono a Lavo la sovrana Jamadevi, che era la figlia del re e fu mandata a fondare il nuovo regno.
Hariphunchai sarebbe diventato un potente Stato e l'ultimo dei regni Dvaravati a perdere l'indipendenza, con la conquista nel 1292 da parte dei tai yuan di re Mangrai, che fondò il Regno Lanna. Secondo la leggenda di Jamadevi, prima che Lavo venisse sottomessa dai khmer nell'XI secolo, vi furono delle guerre tra Hariphunchai e Lavo che videro quest'ultima soccombere.

### Vassallo dell'Impero Khmer
Nel 1001, Lavo inviò una propria ambasciata alla corte dell'Impero Cinese. Già nel X secolo l'Impero Khmer aveva esteso la propria influenza e con l'ascesa al trono nel 1002 di Suryavarman I iniziò ad espandersi nella valle del Chao Phraya. La crescente influenza di Angkor sul Regno di Lavo è confermata da due inscrizioni del 1022 e 1025 trovate a Lopburi. Suryavarman I fece entrare Lavo nell'Impero Khmer verso la metà dell'XI secolo, ma la città riconquistò l'indipendenza dopo la morte del sovrano, come dimostrano le ambasciate mandate alla corte cinese nel 1115 e 1155.

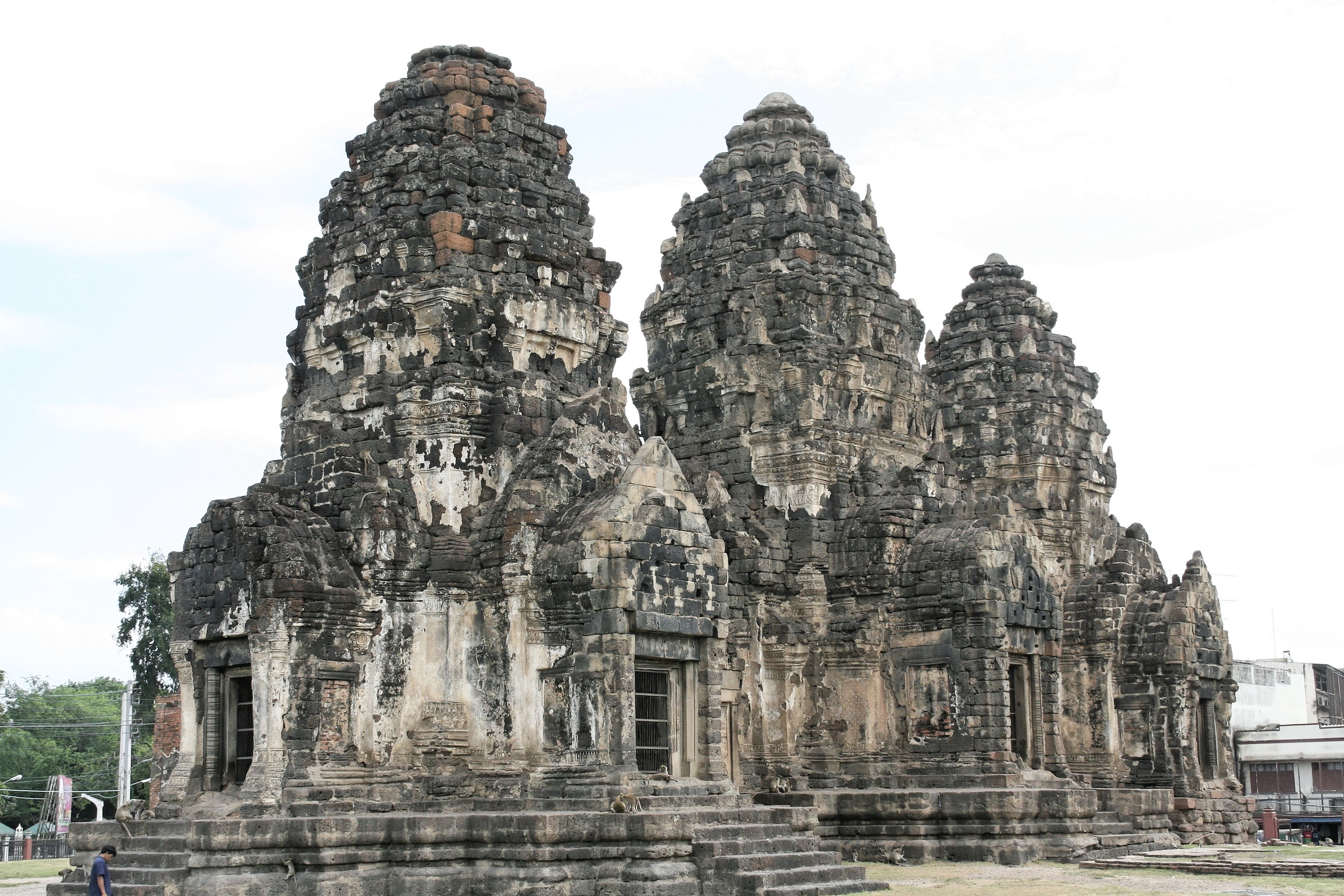
Caratteristici prang in stile khmer nel Wat Phra Prang Sam Yot di Lopburi

Dell'indebolimento del Regno di Lavo dopo la sconfitta con Hariphunchai ne approfittarono i khmer di Suryavarman II (1113-1150), che lo resero vassallo nonché avamposto a nord-ovest dell'Impero. La zona fu chiamata Kamboja Pradesa (Kamphut Prathet) e sotto la sua giurisdizione furono poste Suphanburi, Ratburi e Phetburi, mentre fu creata un'ulteriore provincia a nord con il capoluogo a Sukhothai. Ebbe inizio un periodo di grande splendore per la città, come testimoniano i bellissimi edifici religiosi in stile khmer Phra Prang Sam Yot, Phra Kan, Wat Nakhon Kosa e Prang Khaek, che ancora oggi sono le maggiori attrazioni di Lopburi. Divenne il maggiore centro per lo studio del Buddhismo Theravada, e fu a Lavo che si istruirono i re Ramkhamhaeng di Sukhothai, Mangrai di Lanna e Ngam Mueang di Phayao.
Tra il IX e l'XI secolo fiorì la scuola architettonica di Lopburi che, basata su quella in uso ad Angkor, mantenne elementi distinti e sarebbe stata tra i modelli a cui si ispirò la successiva architettura siamese. Le dimensioni e la quantità di monumenti che i khmer fecero costruire a Lavo testimoniano la sua primaria importanza tra le città dell'impero. Per la maggior parte del tempo in cui fu sottomessa ai khmer, gli edifici religiosi subirono l'influenza dello Shivaismo, religione di Stato fino alla fine del XII secolo. Con l'ascesa al trono nel 1181 di Jayavarman VII, devoto del Buddhismo Mahāyāna, riprese slancio l'architettura buddhista e molti furono i templi eretti in questo periodo nella valle del Chao Phraya.

### Nuova indipendenza
L'Impero Khmer conservò i propri domini e grande solidità fino ai primi anni del XIII secolo, ma iniziò a disgregarsi dopo la morte di Jayavarman VII attorno al 1218. Tambralinga, l'odierna Nakhon Si Thammarat nella penisola malese, ottenne l'indipendenza nel 1220, nella zona amministrata da Lavo i governatori di etnia thai si ribellarono nel 1239 e fondarono il Regno di Sukhothai, il primo grande Stato di quel popolo. Pochi anni dopo fu la stessa Lavo a riconquistare l'indipendenza, che seppe mantenere nonostante la repentina espansione di Sukhothai, riuscendo a esercitare il controllo sui territori ad est del Chao Phraya.
Tra il 1289 e il 1299 riprese a inviare missioni diplomatiche in Cina, dove si era insediata la dinastia Yuan dei mongoli. Il mercante veneziano Marco Polo (1254–1324) descrisse Lavo nei racconti dei suoi viaggi con il nome "Locac", come confermò lo storico cinese Ma Tuan-Lin (1245–1322), che nei 348 volumi della sua enciclopedia Wenxian Tongkao descrisse la zona come la terra chiamata Sien-Lo, formata dall'unione dei due regni di Sien (Sukhothai) e di Lo-hoh (Lavo). Anche nei resoconti di Marco Polo emerse il ruolo che ebbe Lavo come primario centro di scambi commerciali a livello internazionale. Nel libro Storia della dinastia Ming (in cinese: 明史; Pinyin: Míng Shǐ) è scritto che la pianura di Lavo è bella e garantisce buoni raccolti. Lo stesso testo riporta che Sukhothai dipendeva da Lavo per i rifornimenti.

### Regno di Ayutthaya e fine del Regno di Lavo
Nel XIV secolo, il principe siamese Uthong sposò dapprima una figlia del re di Suphannaphum e poi una figlia del re di Lavo. Divenne quindi sovrano dei due regni e li unificò; il nuovo Stato fu chiamato nel 1351 Regno di Ayutthaya e Uthong salì al trono con il nome regale Ramathibodi I con la fondazione della nuova capitale Ayutthaya. 
Fu questo il più grande Stato del Siam e del suo popolo, la cui eredità sarebbe stata raccolta alla fine del XVIII secolo dal Regno di Rattanakosin, ribattezzato Thailandia nel 1939. Il re Ramesuan, figlio e successore di Ramathibodi, si rifugiò a Lavo quando il suo trono fu usurpato dallo zio Khun Luang Pa Ngua nel 1370, ma si riprese il trono nel 1388 e riunificò definitivamente Lavo ad Ayutthaya.